# Onze-Lieve-Vrouw-van-Goeden-Raadkerk (Honselersdijk)
De Onze-Lieve-Vrouw-van-Goeden-Raadkerk is een rooms-katholieke kerk aan de Dijkstraat in de Nederlandse plaats Honselersdijk (gemeente Westland, provincie Zuid-Holland).

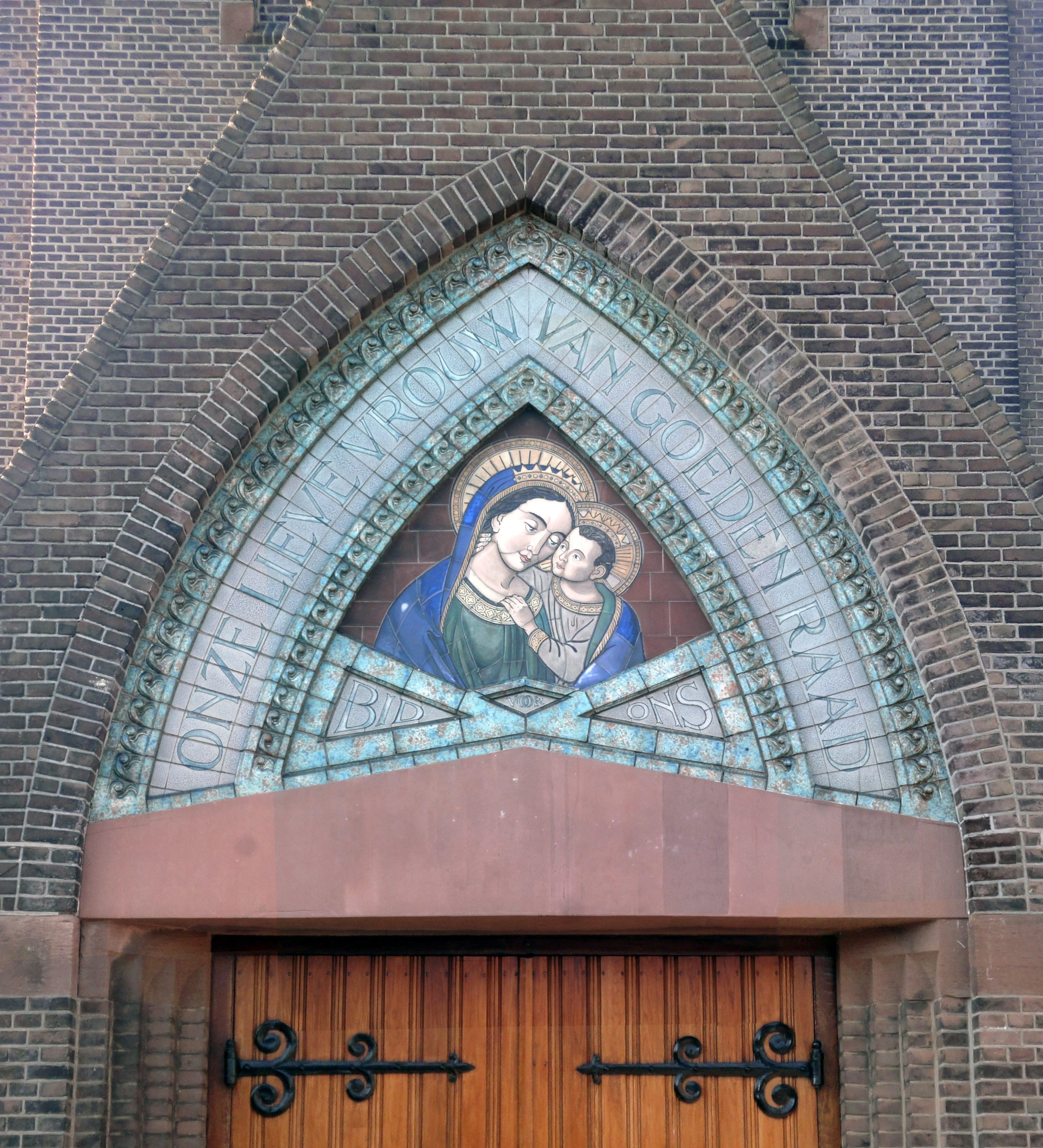
Timpaan boven de ingang

De kerk werd in 1927-1928 gebouwd. Architect Nicolaas Molenaar jr. ontwierp een driebeukige basilieke kerk in traditionalistische stijl. Aan de voorzijde staat een klokkentoren met een achthoekige bovenbouw. Binnen wordt de kerk overdekt door een houten tongewelf.
De kerk verving een noodkerkje op de plek van het voormalige veilinggebouw, dat tussen 1907 en 1927 als parochiekerk fungeerde. Op 14 oktober 1927 werd de eerste steen van de huidige kerk gelegd door bouwpastoor Sprengers. De kerk werd op 13 augustus 1928 officieel in gebruik genomen. Boven de ingang is in het timpaan een groot mozaïek aangebracht met een icoonachtige voorstelling van Maria met kind, ontworpen door De Porceleyne Fles. De bijzondere kruiswegstaties in de kerk dateren uit 1911 en zijn nog afkomstig uit de oude noodkerk.
De kerk wordt tot op heden gebruikt door de parochie Onze Lieve Vrouw van Goeden Raad. Het gebouw is een gemeentelijk monument.